# Коларето (Торино)
Коларето је насеље у Италији у округу Торино, региону Пијемонт.
Према процени из 2011. у насељу је живело 48 становника. Насеље се налази на надморској висини од 718 м.